# Reflections of China
Reflections of China es una película de Circle-Vision 360° proyectada en el Pabellón de China (Epcot), en el Walt Disney World Resort, Florida. El espectáculo está narrado por un actor que interpreta a Li Bai, un antiguo poeta chino que lleva al espectador a una visita por el campo y la ciudad (edificios y estructuras históricos) de China. Algunos de los sitios visitados son La Gran Muralla China, La Ciudad Prohibida en Beijing, los Guerreros de Terracota en Xi'un y las ciudades de Hunan, Guilin, Suzhou, Hong Kong, y Shanghái.
Reflections of China  fue la actualización de una película similar llamada Wonders of China. En 2020, no obstante, esta misma planeaba ser reemplazada por una nueva versión llamada Wondrous China.

## Visita también
- Epcot